# Liga Nacional de Futebol Americano de 2014
A Liga Nacional de Futebol Americano de 2014 foi a primeira edição do campeonato de futebol americano do Brasil correspondente à divisão inferior do Campeonato Brasileiro de Futebol Americano de 2014.
Foz do Iguaçu Black Sharks foi o campeão da competição ao vencer o Itapema White Sharks na final. Ambos os times foram promovidos à Superliga Nacional de 2015.

## Fórmula de disputa
A Liga Nacional conta com 16 equipes divididas em três grupos regionais: Divisão Sudeste, Divisão Centro-Oeste e Divisão Sul. Cada equipe realiza quatro jogos na Temporada Regular, sendo dois jogos em casa e dois fora, contra equipes da própria divisão, exceto a equipe Manaus Cavaliers, que joga as quatro partidas fora. O melhor classificado de cada divisão e o melhor segundo colocado considerando as três divisões classificam-se às semifinais dos Playoffs. Os dois vencedores das semifinais disputam a final e garantem vaga na Superliga Nacional de 2015. Enquanto os perdedores disputam o terceiro lugar.

## Equipes participantes
| Liga Nacional                                                                               | Liga Nacional | Liga Nacional |
| ------------------------------------------------------------------------------------------- | --- | --- |
| Divisão Sudeste                                                                             | Divisão Centro-Oeste                                                                                                 | Divisão Sul |
| - Rio Branco Cabritos - Desportiva Piratas - Vipers Army - Brown Spiders - Manaus Cavaliers | - Sinop Coyotes - Jacarés do Pantanal - Campo Grande Cobras - Brasília Alligators - Leões de Judá - Vila Nova Tigers | - UFPR Legends - Foz do Iguaçu Black Sharks - Itapema White Sharks - Santa Maria Soldiers - Porto Alegre Pumpkins |

## Classificação da Fase Inicial
Classificados para os Playoffs estão marcados em verde.
| Pos                  | Times                      | V | D | E | PCT   | PF  | PS  | SP  |
| -------------------- | -------------------------- | - | - | - | ----- | --- | --- | --- |
| Divisão Sudeste      |                            |   |   |   |       |     |     |     |
| 1                    | Sorocaba Vipers            | 4 | 0 | 0 | 1.000 | 87  | 17  | 70  |
| 2                    | Rio Branco Cabritos        | 3 | 1 | 0 | .750  | 112 | 11  | 101 |
| 3                    | Curitiba Brown Spiders     | 2 | 2 | 0 | .500  | 38  | 27  | 11  |
| 4                    | Desportiva Piratas         | 1 | 3 | 0 | .250  | 32  | 130 | -98 |
| 5                    | Manaus Cavaliers           | 0 | 4 | 0 | .000  | 0   | 84  | -84 |
| Divisão Centro-Oeste |                            |   |   |   |       |     |     |     |
| 1                    | Sinop Coyotes              | 4 | 0 | 0 | 1.000 | 103 | 28  | 75  |
| 2                    | Vila Nova Tigres           | 3 | 1 | 0 | .750  | 112 | 82  | 30  |
| 3                    | Jacarés do Pantanal        | 2 | 2 | 0 | .500  | 85  | 91  | -6  |
| 4                    | Brasília Alligators        | 2 | 2 | 0 | .500  | 62  | 82  | -20 |
| 5                    | Campo Grande Cobras        | 1 | 3 | 0 | .250  | 87  | 124 | -37 |
| 6                    | Leões de Judá              | 0 | 4 | 0 | .000  | 46  | 88  | -42 |
| Divisão Sul          |                            |   |   |   |       |     |     |     |
| 1                    | Itapema White Sharks       | 4 | 0 | 0 | 1.000 | 123 | 100 | 23  |
| 2                    | Foz do Iguaçu Black Sharks | 3 | 1 | 0 | .750  | 121 | 70  | 51  |
| 3                    | UFPR Legends               | 1 | 3 | 0 | .000  | 72  | 68  | -4  |
| 4                    | Santa Maria Soldiers       | 1 | 3 | 0 | .000  | 65  | 95  | -30 |
| 5                    | Porto Alegre Pumpkins      | 1 | 3 | 0 | .000  | 99  | 147 | -48 |

## Playoffs
Em negrito os times classificados.
 Promovidos à Superliga Nacional de 2015.
|  | Semifinais | Semifinais                 | Semifinais |  |  | Final          | Final                      | Final          |
|  |            |                            |            |  |  |                |                            |                |
|  |            | Itapema White Sharks       | 45         |  |  |                |                            |                |
|  |            | Sorocaba Vipers            | 16         |  |  |                |                            |                |
|  |            |                            |            |  |  |                | Itapema White Sharks       | 27             |
|  |            |                            |            |  |  |                | Foz do Iguaçu Black Sharks | 38             |
|  |            | Sinop Coyotes              | 07         |  |  |                |                            |                |
|  |            | Foz do Iguaçu Black Sharks | 31         |  |  | Terceiro lugar | Terceiro lugar             | Terceiro lugar |
|  |            |                            |            |  |  |                | Sorocaba Vipers            | 13             |
|  |            |                            |            |  |  |                | Sinop Coyotes              | 08             |

### Semifinais
| 15 de novembro |  | Itapema White Sharks | 45–16 | Sorocaba Vipers |  | São João Batista-SC |  |

| 15 de novembro |  | Sinop Coyotes | 07–31 | Foz do Iguaçu Black Sharks |  | São João Batista-SC |  |

### Disputa do 3º lugar
| 16 de novembro | Relatório | Sorocaba Vipers | 13–08 | Sinop Coyotes |  | São João Batista-SC |  |

### Final
| 16 de novembro | Relatório | Itapema White Sharks | 27–38 | Foz do Iguaçu Black Sharks |  | São João Batista-SC |  |

## Premiação
| Liga Nacional 2014                             |
| Paraná                                         |
| ---------------------------------------------- |
| Foz do Iguaçu Black Sharks Campeão (1º título) |